# Abu Bakr al-Bagdadi
Abu Bakr al-Bagdadi (arap. أبو بكر البغدادي; pravo ime Ibrahim Auad Ibrahim Ali al-Badri al-Samarai, arap. ابراهيم عواد ابراهيم علي البدري السامرائي; Samarra, Irak, 1971. – 26. listopada 2019.) bio je samoprozvani kalif međunarodno nepriznate Islamske države na području Iraka i Sirije.
Obznanio je stvaranje Islamske države Iraka i Levanta 8. travnja 2013. Islamska država Iraka i Levanta nasljednica je Islamske države Iraka, al-Kaidinog ogranka u Iraku. Imenovan je kalifom 29. lipnja 2014., kada je Islamska država Iraka i Levanta proglašena kalifatom i preimenovana u Islamsku državu.

## Životopis
Vjeruje se da je Abu Bakr rođen u iračkom gradu Samarri 1971. U vrijeme vladavine Sadama Huseina, bio je imam u tri različite džamije. Stekao je doktorat u islamskim studijama na Sveučilištu u Bagdadu i podučavao je na Sveučilištu u Tikritu. Američke snage uhitile su ga 2003., a pušten je iduće godine.
Abu Bakr al-Bagdadi mu je ratni nadimak, a pravo ime mu je Ibrahim Auad Ibrahim Ali al-Badri al-Samarai.

### Obitelj
Mali broj pouzdanih informacija poznat je o obitelji al-Bagdadija. Poznato je kako ima više supruga, po nekim izvorima dvije, a po drugim izvorima čak tri. Ministarstvo unutarnjih poslova Iraka u svojim službenim izvještajima navelo je njih dvije, Asma Fawzi Mohammed al-Dulaimi i Israa Rajab Mahal A-Qaisi. Određene novinske agencije 2016. godine od lokalnih su medija saznale kako postoji i treća supruga, Saja al-Dulaimi.